# Oasi La Francesa
La Francesa è un'oasi di protezione della fauna selvatica situata all'interno della zona di protezione speciale Valle di Gruppo, nei pressi della località di Fossoli, frazione di Carpi, in provincia di Modena.

## Caratteristiche del sito dell'oasi
Il territorio a nord di Carpi, seppure soggetto a varie trasformazioni agrarie che hanno impoverito e semplificato nell'ultimo mezzo secolo tutto il territorio della pianura, presenta attualmente un'ampia gamma di ambienti naturali e seminaturali di pregio, quali risaie, bacini per l'itticoltura, casse di espansione, canali irrigui e fossati ricchi di idrofite.
A questi ambienti sono stati aggiunti negli ultimi anni siepi, filari alberati, zone umide e boschetti, realizzati a vario titolo da amministrazioni pubbliche e da aziende agricole anche attraverso incentivi finanziari e spinte legislative. L'insieme di questi ambienti, ognuno dei quali non rappresenta di per sé un'eccezionale rilevanza naturalistica, nel complesso costituisce un diversificato e particolarissimo mosaico di ambienti che supporta numerose specie animali e vegetali d'interesse conservazionistico.
L'area dell'oasi, denominata "La Francesa" dal nome del fondo agricolo preesistente, è oggi di proprietà del Comune di Carpi, che l'ha concessa in uso all'Associazione PandaCarpi per la realizzazione d'interventi mirati al potenziamento della valenza naturalistica dell'area e la successiva realizzazione di strutture destinate alla didattica naturalistica ed alla conservazione dell'habitat.

## Storia dell'oasi
Sul terreno dove si trova ora l'oasi si sono succeduti nel tempo diversi interventi antropici che hanno inizialmente bonificato i terreni, naturalmente acquitrinosi tipici di questo territorio che si trova a poche decine di metri sul livello del mare e spesso più in basso del livello del mare e spesso più in basso del livello dei principali fiumi e canali. Le caratteristiche del terreno, molto argilloso, non sono tali da favorire un'agricoltura di pregio che al contrario si possono trovare in altre zone con diversa tessitura.
Si sono succedute così nel tempo coltivazioni di riso con prati, oppure cereali e barbabietole. Le politiche agricole comunitarie, dettate dalle eccedenze di produzione, hanno spinto nel 1990 alla realizzazione del cosiddetto "set - aside": la messa a riposo del terreno, interrompendo di fatto le coltivazioni ed i relativi trattamenti con fertilizzanti ed altre sostanze chimiche. Nel 1993 sono state piantate oltre 12000 piante, lungo la fascia perimetrale del fondo su cui è stata creata l'oasi. La relativa mancanza di manutenzione e la ridotta presenza di scoli idrici ha portato nel tempo la zona ad un ritorno verso la condizione iniziale. Successivamente, con iniziative che hanno coinvolto anche scuole ed associazioni locali, nonché molti volontari, sono stati posti a dimora altri alberi ed in particolare delle siepi, essenziali per la piccola fauna. In questo periodo sono iniziate le osservazioni nell'area di pregevoli specie animali.

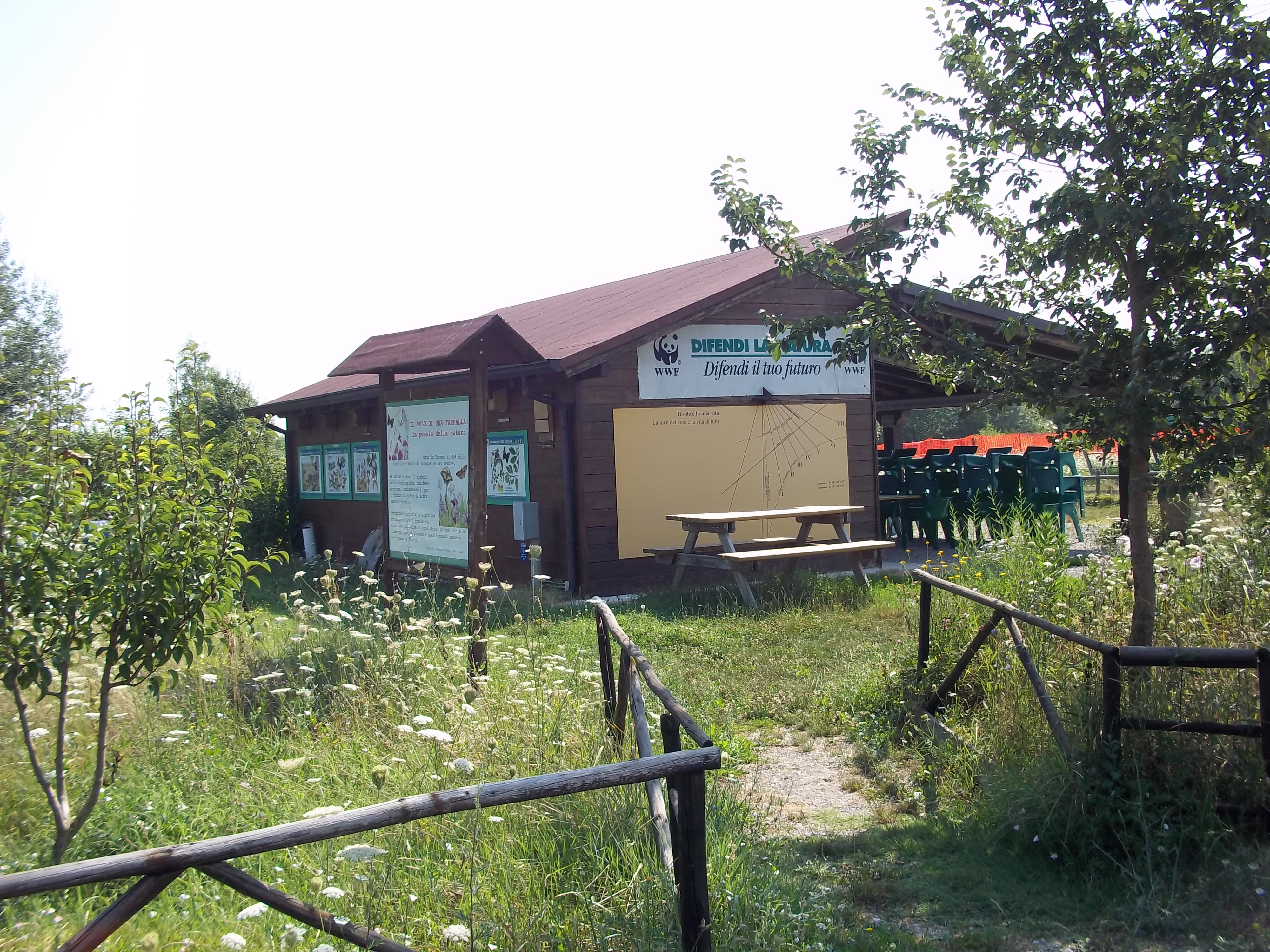
Il punto informativo.

Questo naturale ripopolamento ha spinto il WWF di Carpi a contattare le amministrazioni locali per la realizzazione di un'oasi. Nel 2005, grazie all'intervento di un progetto con valenza naturalistica - conservazionista, si è dato impulso a questa tendenza attraverso la realizzazione di un prato umido e di uno stagno. Dal limitrofo canale "Fantozza" è stata creata una derivazione idraulica che ha consentito di allagare una zona di oltre 8 ettari, precedentemente contornata da un piccolo argine. Livelli di profondità diverse e la presenza di rilievi ed isolotti consentono la presenza e la nidificazione di numerose specie ornitologiche.

## La fauna
Gli habitat presenti, in continua e rapida evoluzione, favoriscono la presenza di una ricca e svariata fauna selvatica.
La presenza dell'acqua a diverse profondità, nel lago-prato umido, nelle pozze e nei canali, consente il proliferare di numerose specie d'invertebrati acquatici, vermi, molluschi, crostacei ed insetti, alimento prevalente degli uccelli limicoli. Tra gli insetti si rileva la presenza di numerose specie di coleotteri, libellule, la mantide religiosa, grilli e cavallette, soprattutto nei campi aperti e nelle radure; si possono osservare inoltre con una certa variabilità stagionale falene e farfalle, licenidi, la vanessa del cardo e dell'ortica, il macaone ed il podalirio e diverse forme di larvali ed adulte di sfingidi, nonché numerosi ditteri ed imenotteri impollinatori. Recente è inoltre il ritrovamento di spettacolari ragni vespa in grado di tessere tele spettacolari.
Altre presenze faunistiche sono costituite da anfibi e rettili, in forte diminuzione negli ambienti planiziali, come il rospo comune, il rospo smeraldino, la raganella, la rana verde, la natrice, alcune specie di lucertole, il ramarro, la tartaruga d'acqua dolce. Sono presenti inoltre mammiferi quali il riccio, la talpa europea, la lepre e micromammiferi come il moscardino, il toporagno, il topo selvatico, l'arvicola ed alcune specie di chirotteri.

### Avifauna
La componente faunistica più appariscente e di maggiore interesse conservazionistico dell'oasi è rappresentata dall'avifauna ed in particolare dagli uccelli acquatici, che sono i vertebrati on la maggior capacità di colonizzazione di biotopi creati ex novo. Grazie all'ecosistema del lago - prato umido notevoli sono le presenze di uccelli limicoli, come il Cavaliere d'Italia, il Combattente, il Beccaccino, la Pettegola, la Pantana, il Corriere piccolo. La zona umida è quella con la maggior presenza di uccelli: essa offre infatti un luogo di sosta ed alimentazione per migratori come l'Alzavola, il Mestolone, la Marzaiola, il Fischione, il Codone, la Pittima reale e persino per la Cicogna bianca; essa è inoltre un luogo di sosta e nidificazione per la Pavoncella, il Tarabuso, l'Allodola, il Tarabusino, l'Allodola golagialla, l'Averla cenerina, il Germano reale ed il Tuffetto.
Gli habitat diversificati intorno allo stagno consentono inoltre l'alimentazione dei rapaci diurni come il Gheppio, la Poiana, il Falco di palude, caratteristico dell'oasi e presente con alcune coppie, lo Sparviero, l'Albanella minore e l'Albanella reale.
La presenza di ruderi nelle vicinanze consente la nidificazione di rapaci notturni come il Barbagianni, la Civetta, il Gufo comune e l'Assiolo. Nei campi aperti e nei boschetti si possono vedere e percepire nel canto il Fringuello, il Cardellino, il Verdone, la Capinera, lo Strillozzo, la Cinciallegra e la Cinciarella, il Picchio rosso ed il Picchio verde, il Rigogolo, il Pettazzurro, il pettirosso e la rara Upupa.

## La vegetazione
La vegetazione attuale dell'oasi è il risultato della colonizzazione spontanea e dell'intervento di rimboschimento, teso a ripristinare le condizioni naturali degli ambienti planiziali. Le specie vegetali presenti sono prevalentemente autoctone, caratteristiche della bassa pianura padana. Nel bosco misto a radure, tra l'essenze arboree troviamo in gran parte Quercia, Carpino bianco, Olmi, Acero campestre, Mirabolano, Abete, Larice e pomacee selvatiche; nelle zone più umide sono presenti diverse specie e varietà di Salici, Pioppi e Frassini.

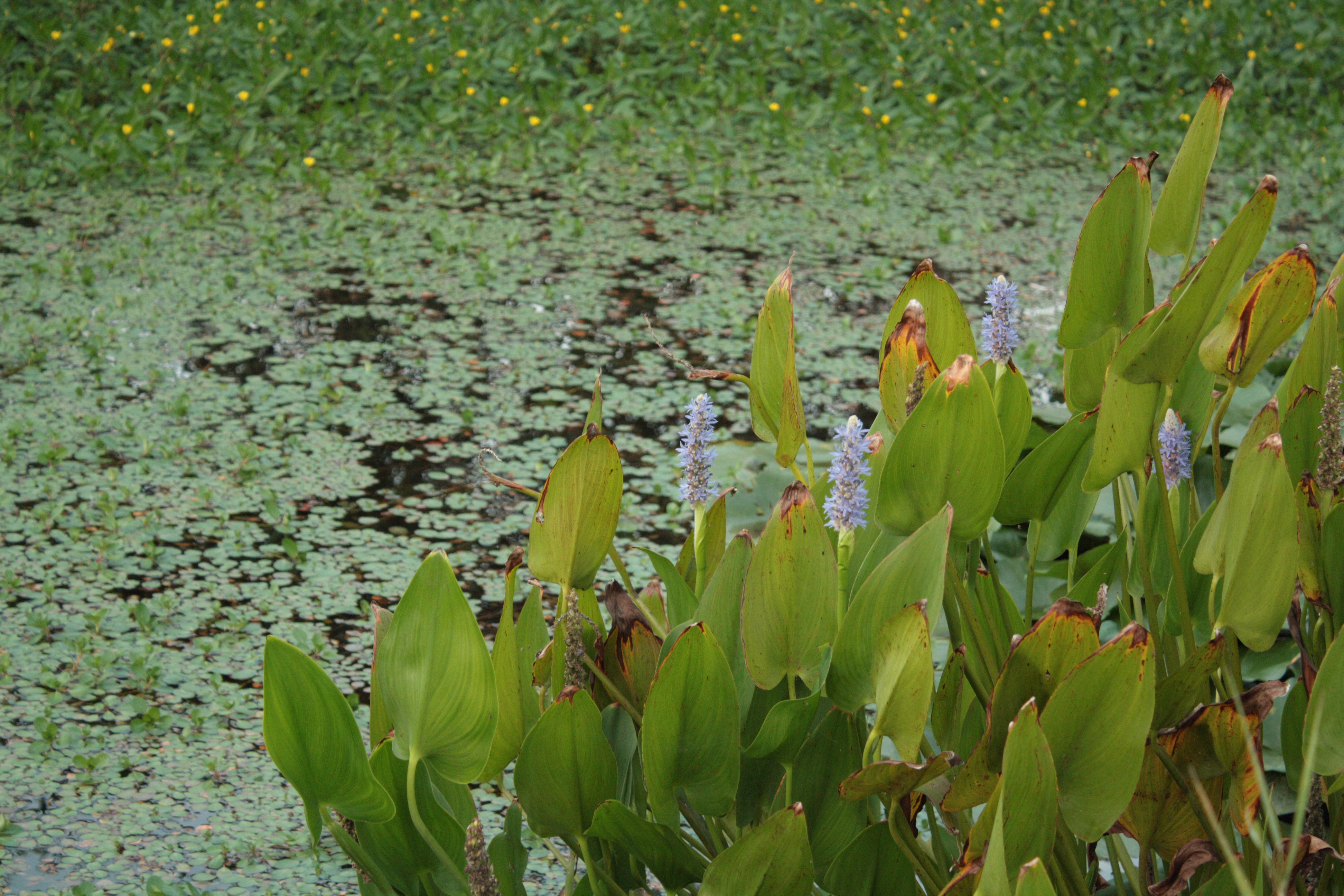
Fioritura nella zona umida.

Tra gli arbusti, nei tratti di siepi miste a cespuglietti sparsi si possono trovare in prevalenza Prugnolo, Biancospino, Sanguinello, Rosa canina, Sambuco, Frangola, Ligustro ed altre specie, in gran parte produttrici di semi e bacche utili per la fauna selvatica.
Naturalmente le specie floristiche erbacee sono innumerevoli e variano secondo le caratteristiche degli ambienti in cui si sviluppano. Nelle zone aperte e prative si possono osservare diverse specie di Ranuncoli, la Vitalba e l'Adone, il Campanellino, il Tulipano silvestre, il Muscari azzurro, l'Ibisco trione, diverse Asteracee, tra cui Cicorie, Artemisia, Scorzonera, Cardi, Mirtillo.
Inoltre nei terreni più umidi differenti specie di Viola, Menta, Non ti scordar di me, Equiseto, Matricale e Salcerella. Nonostante la presenza dell'acqua all'interno nello stagno - prato umido sia recente, è già imminente la formazione ed evoluzione del canneto a Fragmite e Tife; diffusi ovunque nell'oasi sono Carici, Giunchi e Scirpi.

## Centro visite e capanno avvistamento
Il Centro Visite è stato realizzato interamente in legno e con l'impiego di sostanze non tossiche per l'uomo e l'ambiente; è formato da una vasta sala utilizzata come aula didattica che si può trasformare in mostra naturalistico-didattica allestita con materiali prodotti prevalentemente dalle scuole dell'obbligo.
È il luogo nel quale vengono accolti i visitatori e permette alle guide di mostrare quello che successivamente si potrà ammirare nel percorso didattico, realizzato grazie al contributo del Lions Club "Alberto Pio" di Carpi. Inoltre è stato realizzato un percorso sensoriale pianeggiante d'oltre 500 m adatto anche a persone con disabilità motorie e particolari accorgimenti ne permettono la fruizione anche da parte di non vedenti.
È stata realizzata un'aula didattica all'aperto dedicata alla conoscenza delle energie alternative e del risparmio energetico, ma è anche utilizzata per le esercitazioni pratiche sul campo degli studenti e di sera per le osservazioni astronomiche.
Il Capanno di Avvistamento dell'avifauna è posto a pochi metri dal prato umido, ma ad una distanza sufficiente per non disturbare gli uccelli, esso è costruito dai volontari con materiali ecologici ed a zero impatto ambientale.

## Percorso dei sensi e delle emozioni
Il percorso "sensoriale" è provvisto di strutture che consentono la fruizione autonoma anche a persone con handicap motori o della vista. Lungo il percorso sono allestite delle zone che permettono l'interazione con la natura per mezzo dei sensi. Il percorso si compone di vari momenti dove compiere azioni che a seconda della stagione, possono essere l'annusare i fiori o le foglie, toccare cortecce, erbe e terra ed altri elementi naturali, percepire gli aromi di frutti selvatici e le essenze di erbe spontanee, concentrarsi sul canto degli uccelli, osservare e contemplare forme e colori dell'ambiente naturale, interpretare i suoni e percepire emozioni altrimenti non sperimentabili. Alcuni dei punti previsti lungo il percorso natura dei sensi sono:
- L'orto dei semplici (con piante aromatiche, officinali e cespugli profumati);
- La radura del tatto (ove poter toccare diversi materiali naturali, quali cortecce e terreni, semi, foglie, piume ed altri reperti naturali);
- La zona d'ascolto (al centro del percorso, dove intercettare suoni altrimenti non ascoltabili);
- Il piano delle tracce (dove studiare impronte e segni lasciati dai vari animali);
- La zona dei nidi e delle tane;
- Lo stagno;
- Il bosco maturo con il tronco in decomposizione;
- Il frutteto dei sapori perduti (con antiche cultivar di piante da frutto);
- La zona dei ruderi ed il prato fiorito;

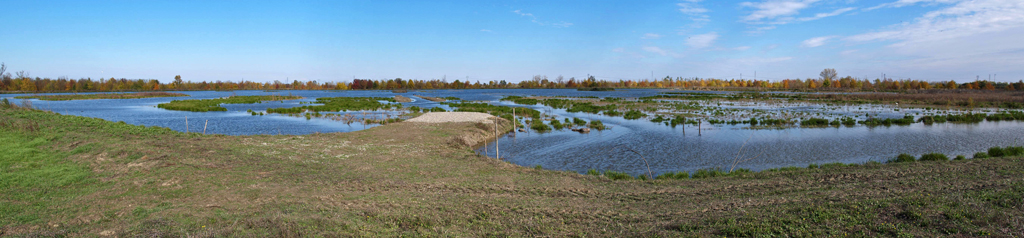
Panorama dell'oasi

- Il giardino delle farfalle.